# J.C. Jacobsen
 Der er flere personer med dette navn, se J.C. Jacobsen (flertydig).
Jacob Christian Jacobsen (født 2. september 1811 i København, død 30. april 1887 i Rom) er bedre kendt som I.C. Jacobsen. Han var dansk brygger, mæcen, grundlægger af Carlsberg og sammen med ægtefællen Laura Holst var han del af et stærkt kulturelt netværk i 1800-tallets København.

## Baggrund
Jacob Christian Jacobsen blev født i Københavns indre by (Helligånds Sogn) som søn af Caroline Frideriche Schjelback (1787-1844), som kom fra en københavnsk familie af silkeklædehandlere, og lejebrygger Christian Jacobsens (1773-1835), hvis familie var fæstebønder ved herregården Gettrup. Ved fødslen i 1811 var adressen Knabrostræde 75 (i dag Knabrostræde 9). Forældrene var blevet viet den 24. oktober 1810 i Trinitatis kirke ved kongebrev. Senere flyttede familien ind i Bryggergården rundt om hjørnet i Brolæggerstræde 76 (i dag Brolæggerstræde 5).

## Brygger
Hans egen far havde et bryggeri i Brolæggerstræde. 
J.C. Jacobsen rejste ofte, og i udlandet fik han inspiration til at brygge bayersk øl i Danmark. Med Pasteur som forbillede gik Jacobsen ind for at brygge øl på videnskabeligt grundlag, og i 1875 grundlagde han Carlsberg Laboratorium og satte således et præg på udviklingen af moderne ølfremstilling, bl.a. den første rene gærstamme, Saccharomyces carlsbergensis, der fik stor betydning for dansk ølkultur. Lagringen var vigtig og skal foregå ved jævn temperatur i mørke. Jacobsen ansøgte derfor militæret om at benytte de forladte gamle krudtkamre i Københavns volde. Det blev en succes, da kunderne ellers måtte tage til takke med øl af ujævn kvalitet. Jacobsen så sig nu om efter et sted med rent vand, og det fandt han i kildevandet fra Valby bakke. Jernbanen havde netop gravet sig gennem bakkens sydlige del, hvad der gav gode transportmuligheder. Jacobsen opkaldte sit bryggeri efter sønnen Carl – i farten blev Valby bakke til et bjerg, deraf navnet Carlsberg.
For Jacobsen var høj kvalitet meget vigtig, og som rettesnor formulerede han De Gyldne Ord. Han ragede uklar med sønnen Carl Jacobsen og trak ham for byretten, fordi sønnen havde kopieret sin fars etiketter på det øl, han selv producerede på bryggeriet Ny Carlsberg. Jacobsen senior testamenterede derfor Carlsberg til Carlsbergfondet. De to bryggerier fusionerede i 1906 med Carl som den første direktør.
Jacobsen støttede kunsten i et omfang der for sin tid var ualmindeligt. Bl.a. stod han bag Det Nationalhistoriske Museum på Frederiksborg, som Carlsbergfondet driver. Han donerede et mindre beløb til opførelse af Palmehuset i Botanisk have med Londons Kew Gardens som forbillede. Han var i det hele taget meget engageret i samfundet og nærede sympati for De Nationalliberale.

## Politikeren J.C. Jacobsen
J.C. Jacobsen var medlem af Københavns Borgerrepræsentation 1843-1857. Han var folketingsmand 1854-1858 og 1861-1864. Desuden var har kongevalgt landstingsmand 1863-1871. Jacobsen varetog en række hverv i stat og kommune. Dem påtog han sig også, efter at han var trådt tilbage som politiker.
Til 1848 tilhørte Jacobsen den liberale opposition mod enevælden. I 1848 var han yderliggående demokrat, og han deltog i de radikale møder i Hippodrommen. I 1850'erne var han nationalliberal. Derefter udviklede han sig i konservativ retning.
Som politiker forsøgte Jacobsen at hævde borgerlig frihed, kommunalt selvstyre og en national politik. Hans ideal var middelalderens selvstyre i Flanderns store byer.
Han blev i 1879 æresdoktor ved Københavns Universitets naturvidenskabelige fakultet og i 1884 Kommandør af 1. grad af Dannebrogordenen.

## Privatliv
Jacobsen blev gift med Laura Holst (1819-1911) og havde en søn Carl Jacobsen (1842-1919).